# Udo Timm
Udo Timm (* 28. Juni 1941 in Naugard; † 20. August 2011 in Bergen auf Rügen) war ein deutscher Politiker (CDU/DA). Er war von 1991 bis 1994 sowie von 2002 bis zu seinem Tod Mitglied des Landtages von Mecklenburg-Vorpommern.

## Leben
Timm besuchte bis 1955 die Schule und machte anschließend eine Lehre zum Wasserbaufacharbeiter, die er 1958 beendete. Im Jahr 1959 erwarb er an der Volkshochschule die Mittlere Reife und begann anschließend ein Bauingenieurstudium, das er 1962 beendete. Bis 1984 arbeitete er als Bauleiter. Im gleichen Jahr absolvierte er eine Fortbildung zum Oberingenieur und stieg zum Oberbauleiter auf. Von 1990 bis 2001 war er als Geschäftsführender Gesellschafter der Ingenieurbüro Timm GmbH tätig. 1994 erlangte er an einer Fachhochschule den Abschluss eines Dipl.-Ing. (FH). Timm war evangelisch, verheiratet und hatte zwei Kinder.

## Politik
Timm war bis 1990 parteilos. In den Jahren 1989 und 1990 war er Mitinitiator der Friedensandachten in der Bergener Marienkirche und Mitbegründer des Runden Tisches auf Rügen. Nach der Wende war er einer der Gründer des Demokratischen Aufbruchs (DA), trat aber 1991 mit dem DA der CDU bei. Von 1991 bis 1998 war Timm Mitglied des Fachausschusses Strukturpolitik der CDU/CSU-Bundestagsfraktion. Ab 1994 war er Mitglied des Kreistages Rügen und außerdem Vorsitzender der CDU-Fraktion. Nachdem er bereits einmal von Oktober 1991 bis 1994 Mitglied im Landtag von Mecklenburg-Vorpommern gewesen war, konnte er bei der Landtagswahl 2002 erneut ins Landesparlament einziehen.
Bei der Wahl 2006 erreichte er mit 31,6 Prozent der Erststimmen das Direktmandat im Wahlkreis 33 (Rügen I) und zog erneut in den Landtag ein. Timm war Sprecher der CDU-Fraktion für Bau- und Umweltpolitik sowie Vorsitzender des Agrarausschusses im Landtag und darüber hinaus Mitglied in den Ausschüssen für Verkehr, Bau- und Landesentwicklung sowie für Landwirtschaft, Umwelt und Verbraucherschutz. Timm war für die Landtagswahl am 4. September 2011 erneut als Direktkandidat in seinem Wahlkreis nominiert, starb jedoch zwei Wochen vor dem Wahltermin an Herzversagen, weshalb im Wahlkreis Rügen I zwei Wochen nach dem regulären Wahltermin eine Nachwahl stattfand.